# Philippe Raquin des Gouttes
Philippe Raquin des Gouttes, né vers 1580, est un officier de marine et aristocrate français des XVIe et XVIIe siècles. Il termine sa carrière prieur d'Auvergne et lieutenant général des armées navales de France. Mentor du jeune Maillé-Brézé, Grand-maître de la navigation, du comte d'Harcourt et de Sourdis ; spécialiste des vaisseaux de haut bord ou selon l'expression de l'époque, « bateaux ronds », il est – selon les dires du cardinal de Richelieu - le « père de la mer ».

## Biographie
Issu d'une famille de la noblesse du Bourbonnais, Philippe Raquin des Gouttes est le fils d'Antoine Raquin, seigneur des Gouttes (mort en 1593) et de Renée d'Amanzé (voir discussion). Le château des Gouttes se trouve à Thionne (Allier).

## Ordre de Saint-Jean de Jérusalem
Il est reçu dans l'ordre de Saint-Jean de Jérusalem, le 5 janvier 1599, dans la langue d'Auvergne. 
Son parcours lors de ses premières années sur l'île méditerranéenne est méconnu. Pendant cette période, il devient chevalier de Malte. Cependant, sa progression est rapide puisque - vers 1619 - il est nommé général des galères de Malte pour deux années. Des Gouttes illustra son passage dans ces hautes fonctions en conquérant sur les « Infidèles » le château-fort de Tornese en Élide, où 400 Turcs sont faits prisonniers.
Il sera en fin de carrière nommé prieur au grand prieuré d'Auvergne en 1644 jusqu'à sa mort en 1649.

## Carrière dans la Royale

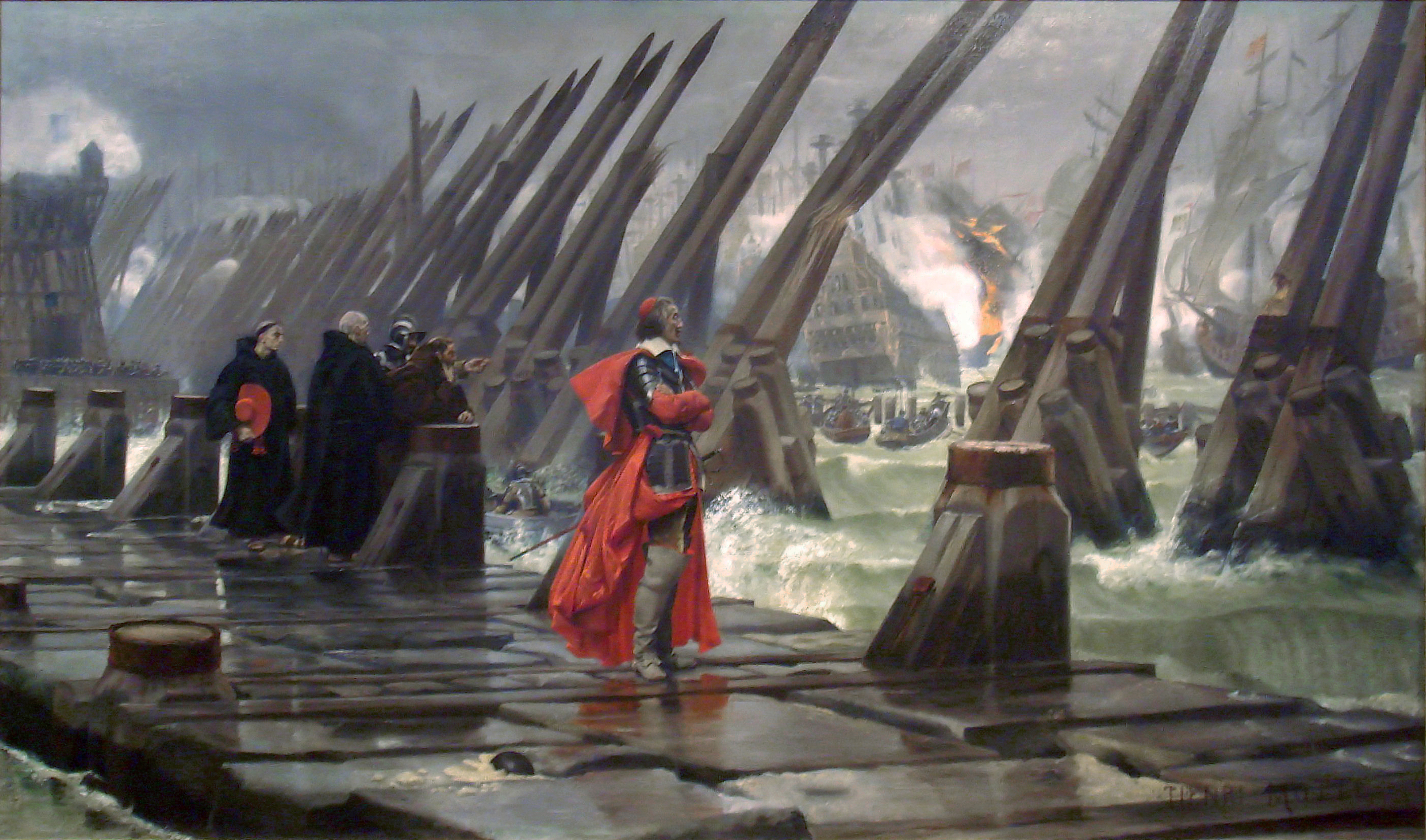
Le cardinal de Richelieu au siège de La Rochelle (Henri-Paul Motte, 1881)

Rentré en France, il passe alors dans la Marine du roi. Capitaine de vaisseau entretenu dès 1626 ; il est mentionné l'année suivante dans les annales de la Marine. Il est alors en Hollande, chargé par le cardinal de Richelieu de conduire de ce pays en France huit navires construits ou achetés pour aider à la répression des huguenots soulevés à La Rochelle. La mission s'annonce périlleuse, dans une lettre datée du 6 septembre 1627, Richelieu lui écrit : « Monsieur, je vous dépêche exprès ce courrier pour vous donner avis que 15 ou 20 vaisseaux anglais vous attendent au nord de Calais. On croit qu'ils sont là pour vous combattre à l'entrée de la Manche. Vous savez les ordres que je vous ai envoyés de prendre la voie la plus sûre et passer par le nord de l'Écosse… Voilà tout ce que je puis vous dire, remettant le tout à votre prudence et expérience en telles affaires. »
Il semble que Des Gouttes se soit acquitté avec succès de la mission qui lui avait été confiée par grand ministre de Louis XIII, car, au printemps de l'année suivante (1628), il est nommé commandant d'une escadre légère dans l'armée navale du duc de Guise, occupée à  bloquer La Rochelle. Cette escadre avait pour mission principale de protéger, contre les brûlots des assiégés, les vaisseaux du roi et la fameuse digue construite par l'ordre du cardinal.
De 1629 à 1635, nous perdons de nouveau les traces de Philippe des Gouttes. Est-il au nombre des marins expérimentés qui, de même que le commandeur de la Porte et le chef d'escadre de Mantin, aident Richelieu à rédiger les règlements, premiers jalons de la Marine royale que mettra sur pieds le grand Colbert. En 1637, il contribue à la prise du fort de Monterey, sur l'île Sainte-Marguerite, à la bataille des îles de Lérins, puis, l'année suivante, à la victoire de Guetaria.
Il est nommé amiral de la flotte de Sourdis en 1639 puis chef d'escadre en 1640 et enfin lieutenant général des armées navales le 9 juillet 1644. Il se retire du service en 1649.

### Sources et bibliographie
- « Les flottes de Louis XIII », Revue maritime et coloniale, Ministère de la Marine et des colonies, no 90,‎ 1886, p. 245 et suiv. (lire en ligne)
- E. Parinet, « Le Grand prieuré et les Grands prieurs d'Auvergne » in Mémoire de la Société des Sciences Naturelles et Archéologiques de la Creuse, tome vingt-cinquième, Guéret, Retoulle, Lecante successeur, 1931-1934